# Liliane Guignabodet
Pour les articles homonymes, voir Guignabodet.
 (juillet 2017).
- Si vous ne connaissez pas le sujet, laissez ce bandeau (vous pouvez alors contacter les auteurs).
- Si vous supprimez le contenu mis en cause (vous pouvez préalablement contacter les auteurs),

argumentez précisément cette suppression dans la page de discussion
(un manque de référence n'est pas un argument ; une recherche réelle de référence doit avoir été effectuée, être formellement documentée).
 (juillet 2017).
Si vous disposez d'ouvrages ou d'articles de référence ou si vous connaissez des sites web de qualité traitant du thème abordé ici, merci de compléter l'article en donnant les références utiles à sa vérifiabilité et en les liant à la section « Notes et références ».
Liliane Guignabodet, née à Paris le 26 mars 1939, est une écrivaine française, lauréate du grand prix du roman de l'Académie française en 1983.

## Biographie
Liliane Guignabodet a vécu les douze premières années de son enfance à Sofia en Bulgarie auprès de sa grand-mère d'origine grecque. Elle fait ses études supérieures à la Sorbonne où elle obtient une licence de lettres modernes et à l'université de Cambridge avec l'obtention d'un certificat de langue et littérature anglaises.
Puis elle se marie et part aux États-Unis où elle enseigne le français. De retour en France, elle est chargée, pendant trois ans, de cours de culture générale à l'école technique d'IBM. 

## Œuvres
- 1977 : L'Écume du silence, prix George-Sand, éditions Lattès
- 1980 : Le Bracelet indien, éditions Albin Michel,
- 1983 : Natalia, grand prix du roman de l'Académie française, éditions Albin Michel.
- 1985 : Dessislava, éditions Albin Michel.
- 1991 : Car les hommes sont meilleurs que leur vie, Albin Michel.

ainsi que des poèmes et récits en langue bulgare.[réf. nécessaire][précision nécessaire]